# Capitano O'Hara
Il capitano Miles Clancy O'Hara è un personaggio immaginario della serie televisiva Batman e del film da essa ispirato Batman, in cui è interpretato da Stafford Repp.

## Descrizione
Il capitano O'Hara è un alto ufficiale della polizia di Gotham City, con alle spalle un'onorata carriera che lo ha reso braccio destro del commissario Gordon.
Modello ideale del buon poliziotto, sempre pronto all' azione, vive nella religione della legge, tuttavia è conscio dei limiti della polizia di fronte alle abilità di grandi criminali come il Joker, il Pinguino, Catwoman, l'Enigmista e Re Tut, ragion per cui accetta sempre di buon grado l'aiuto di Batman e Robin.

## Altre informazioni
Nel telefilm il personaggio è doppiato in lingua italiana da Emilio Marchesini, mentre nel film, in cui dispone del grado di sergente, ha la voce di Manlio Busoni.